# Per dire di no
Per dire di no è un singolo della cantautrice italiana Alexia, pubblicato nel 2003.
Il brano è stato presentato al Festival di Sanremo 2003, risultandone vincitore nella serata conclusiva.

## Descrizione
La canzone partecipa alla 53ª edizione del Festival di Sanremo, piazzandosi al 1º posto nella categoria Big della manifestazione. Durante l'esibizione canora, il brano è stato diretto dal maestro Peppe Vessicchio. La canzone è stata scritta in inglese e poi tradotta in italiano, come è successo per molti brani in italiano della cantautrice. Il singolo contiene anche una traccia in versione acustica con organetto.
È il primo singolo, scritto insieme ad Alberto Salerno, estratto dall'album Il cuore a modo mio del 2003 e viene interpretato dalla cantante in modo molto energico, con un misto di sonorità pop dolcemente mescolate con il soul.
Il singolo ha vinto il Premio limone d'oro durante il Radionorba Battiti Live a Bari il 14 luglio 2013. Il premio è stato consegnato da Mingo.

## Tracce
1. Per dire di no (Radio Mix)
2. Per dire di no (Organetto + Reprise)

## Classifiche
| Classifica (2003) | Posizione massima |
| ----------------- | ----------------- |
| Italia            | 11                |
| Svizzera          | 83                |